# Saffo (Mayr)
Saffo, ossia I riti d’Apollo Leucadio ist eine Oper in zwei Akten des deutschen Komponisten Johann Simon Mayr auf ein Libretto von Simeone Antonio Sografi. Sie handelt von der Dichterin Saffo (Sappho), die unglücklich in den Jäger Faone verliebt ist. Dieser jedoch trauert noch um seine verstorbene Ehefrau. Der Dichter Alceo wiederum liebt Saffo. Die Auflösung erfolgt schließlich durch einen mehrdeutigen Spruch der Pythia.
Die Oper wurde vom Teatro La Fenice in Venedig, wo Johann Simon Mayr seit zwei Jahren Geige spielte, für die Karnevalsaison 1794 in Auftrag gegeben und dort am 18. Februar 1794 uraufgeführt. Es handelt sich um das Operndebüt von Mayr, das dem Komponisten einen so glänzenden Erfolg bescherte, dass er in der Folge von Kompositionsaufträgen überschüttet wurde und bis 1814 nicht weniger als 70 Opern verfasste.
Am 31. August 2014 wurde die Oper in Neuburg an der Donau mit Mitgliedern der Bayerischen Staatsoper und dem Simon Mayr-Chor & Ensemble unter der Leitung von Franz Hauk konzertant aufgeführt.